# カンガルー (ゲーム)
『カンガルー』は、1982年にサン電子が開発し、岐阜特機およびサン電子から発売されたアーケードゲームである。
家庭用ゲーム機には移植されていなかったが、2020年7月16日にアーケードアーカイブスでNintendo Switch版とPlayStation 4版が配信された。

## 概要
ボクシンググローブを着けた母親カンガルーを操作して進むアクションゲーム。子カンガルーと出会えば1面クリア。全4面で構成されており、それ以降はループする。
操作は4方向レバーとボタン1つのみで、レバーを上に入れるとジャンプし、レバーを下に入れると伏せる。ボタンを押すと攻撃する。
敵と接触したり、敵の攻撃が当たるとミスとなる。
ステージで一定時間経過するとツッパリコングが現れる。負けたりぶつかったりするとボクシンググローブは奪われ、一定時間は攻撃できなくなる。
ベルを鳴らすと取ったフルーツが復活し、得点がアップする。フルーツの得点は100→200→400→800の順にアップする。
子供を助けると左上に表示された「BONUS」が加算される。
2周目以降から敵の攻撃が激しくなり、リンゴも中段で飛んでくることがある。

## ストーリー
さあ大変、子供カンガルーがサルの軍団に誘拐されてしまった。それを知った母親カンガルーは、自慢のパンチ力と脚力で、子供を助け出すためにひとりサルの国へと入っていった。

## BGM
本作のBGMは、スタート又はステージ開始時のBGMは「トルコ行進曲」、ステージBGMは「アメリカンパトロール」（ディップスイッチ設定で足音にすることが可能）、ステージクリア時のBGMは「おおスザンナ」、ベルを鳴らした時のBGMは「ウェストミンスターの鐘」が使われている。

## 移植
| No. | タイトル   | 発売日        | 対応機種                      | 開発元   | 発売元     | メディア                              | 型式 | 売上本数 | 備考 |
| --- | ---------- | ------------- | ----------------------------- | -------- | ---------- | ------------------------------------- | ---- | -------- | ---- |
| 1   | カンガルー | 2020年7月16日 | Nintendo Switch PlayStation 4 | サン電子 | ハムスター | ダウンロード (アーケードアーカイブス) | -    | -        |      |

## 余談
- 段差は飛び降りないとミスになってしまう。
- LEVEL表示は1行しか無いため、10周目以降の表示はアルファベットになる。
- サービスボタンを100回押すかコインを100枚入れるとクレジットは00になり、またコインを投入するとクレジットは1になり、「1 OR 2 PLAYERS BUTTON」から「ONLY 1 PLAYER BUTTON」になる。実質101以上はカウントされない。
- 999900点を超えるとスコアが0からになる。
- 敵の攻撃により、たまに回避不能になる。
- 攻撃不能時にボタンを押すとを白旗を振る。
- 北米地域ではアタリから発売されている。タイトル画面のコピーライト表記は「1982 SUN ELECTRONICS CORP.」が「1982 ATARI,INC.」になっており、子供の吹き出しの文字は「ママ!」が「MOM」になっている。また、アップライト筐体も存在する。
- 北米ではAtari 800やAtari 2600やAtari 5200に移植されているが、日本国内では移植されていない。
- 1983年にCBSで放送した「Saturday Supercade」でアニメ化されている。1984年9月8日から12月1日まで放送されていた。なお、舞台は動物園であり、原作とは異なる内容だった。日本国内では放送されていない。